# Ann-Charlotte Alverfors
Ann-Charlotte Alverfors, tidigare gift Persson och Merker, född 23 januari 1947 i Eksjö stadsförsamling, död 20 mars 2018 i S:t Petri distrikt i Malmö, var en svensk författare. 

## Biografi
Alverfors var dotter till förrådsmannen Tor Alverfors och sekreteraren Margareta, ogift Andersson. Hon växte upp i småländska Reftele. Hennes far var sjuklig i tuberkulos och modern lyckades på egen hand lära sig maskinskrivning och stenografi och blev så småningom anställd på lokala bruket ESBE AB som sekreterare. 
Hon debuterade i ICA-kuriren vid åtta års ålder. Det var en saga om en prinsessa som inte ville gå i skolan och redan ett år senare skrev hon sin första diktsamling. Efter sjuårig folkskola arbetade hon i restaurangkök och fabriker i Småland. Vid 16 års ålder var hon hemmadotter och nybliven mor. Hon isolerade sig och skrev. 
Efter den tiden kom hon till Värnamo folkhögskola 1968–1969 och arbetarrörelsens Jära folkhögskola 1972–1974. Slutligen bosatte hon sig och verkade i Malmö.
Alverfors är författare till bland annat Sparvöga som är den första delen i en trilogi inklusive Hjärteblodet och Snabelros. Böckerna är en delvis självbiografisk trilogi om den litterära figuren "Gertrud sparvöga", som ger sig ut i ett planlöst sökande efter något annat bortom hembygden. Trilogin filmatiserades som Sveriges Televisions serie Sparvöga 1989.
Hon var 1978–1980 styrelseledamot i Svenska PEN-klubben. Alverfors är gravsatt på Västra kyrkogården i Göteborg.

### Privatliv
Alverfors var 1974–1983 gift med fotografen Krister Persson (född 1948) och från 1992 med professor Arnulf Merker, som avled 2010.